# Union serbe
L'Union serbe ou Union Srpska (en serbe cyrillique : Уједињена Српска ; en serbe latin : Ujedinjena Srpska abrégé US) est un parti politique en Bosnie-Herzégovine actif dans la république serbe de Bosnie. Parti nationaliste serbe, l'Union serbe est formé en décembre 2015 à la suite d'une scission du Parti démocratique serbe.

## Histoire
Le président de l'Union serbe, Nenad Stevandić, forme le parti à la suite de critique envers le Parti démocratique serbe (SDS) pour un manque perçu de nationalisme suffisant, déclarant que ses représentants au niveau national visaient à « détruire la République serbe ». Lors de la 9e législature de l'Assemblée nationale de la république serbe de Bosnie, Stevandić fait partie du groupe serbe démocratique libre, qui comprenait d'autres dissidents de droite du SDD.
Aux élections générales de 2018, l'US obtient une représentation au sein de l'Assemblée nationale à part entière pour la première fois. Avec 3 % des voix, le parti voit quatre députés élus. En novembre 2018, il est annoncé que l'US participera à la coalition gouvernementale, aux côtés du SNSD, DNS, SP et NDP (en).
Natalija Trivić est devenue la première ministre du parti nommé au gouvernement de la république serbe de Bosnie, en tant que ministre de l'Éducation et de la Culture depuis décembre 2018.

## Résultats électoraux

### Élections parlementaires
| Année | Voix   | %    | Sièges | Rang |
| ----- | ------ | ---- | ------ | ---- |
| 2022  | 24 687 | 1,55 | 1 / 42 | 17e  |

| Année | Voix   | %    | Sièges | Rang |
| ----- | ------ | ---- | ------ | ---- |
| 2018  | 21 187 | 3,09 | 3 / 83 | 8e   |
| 2022  | 32 700 | 5,11 | 4 / 83 | 7e   |